# Vlasbekuiltje
Het vlasbekuiltje (Calophasia lunula) is een nachtvlinder uit de familie van de uilen (Noctuidae).

## Kenmerken
De vlinder heeft een spanwijdte van 26 tot 32 millimeter, voorvleugellengte van 14–15 mm. Deze uil heeft net als de Cucullia-soorten een rechtopstaande, behaarde halskraag. Op de vrij brede grijsbruine voorvleugel vallen de witte uilvlekken het meest op. De kleine ringvlek ligt in de donkere middenschaduw en de niervlek is zichtbaar als een halvemaanvormige vlek in de brede lichte buitenste dwarslijn. Opvallend is ook de witte tapvlek halverwege de binnenste dwarslijn. In het zoomveld bevinden zich dikke zwarte streepjes en de franje is geblokt. Er is weinig variatie.

## Levenscyclus
De rups is te vinden van juni tot september. De rups foerageert overdag op de bloemen van de waardplant, vlasbekje, ook gestreepte leeuwenbek en andere soorten vlasleeuwenbek. De waardplant wordt ook gebruikt om op te rusten en te zonnen. De soort overwintert als pop, soms meerdere jaren, in een stevige ovale cocon tussen de zaaddozen van de waardplant (waar de cocon nauwelijks zichtbaar is doordat hij dezelfde vorm heeft) of op een muur of een paaltje. De vlinder vliegt van begin mei tot eind augustus in twee generaties. De vlinders bezoeken zowel ´s nachts als overdag bloemen van onder andere spoorbloem; ze komen slecht op licht.

## Voorkomen
De soort kom voor in nagenoeg heel Europa. Naar het zuiden tot de Middellandse Zee, naar het noorden tot Zuid-Engeland, West-Noorwegen en Midden-Finland. In Azië naar het oosten tot het Amoer-Oessoeri-gebied; zuidelijk tot Pamir en Issyk Koel, maar niet in Japan. In Noordwest-Duitsland, Denemarken en Groot-Brittannië komt de soort pas de laatste 60 jaar voor en wordt daar gezien als uitbreider of als trekker. In Canada werd de vlinder ingevoerd om Linaria (vlasleeuwenbek) te bestrijden en heeft zich daarna naar de VS uitgebreid.
De habitat bestaat uit duinen, schorren, kwelders, slikken, heiden, tuinen en wegbermen; plaatsen waar de waardplant omringd is door open, kale grond hebben de voorkeur.